# Fulk Al Salamah (L3)
Fulk Al Salamah (L3) (arabsky: فلك الاسلامة, Fulk as-Sáláma) je výsadková a zásobovací loď ománského královského námořnictva. Dlouhodobě tvoří doprovod královské jachty Al Said. Původně nesla jména Ghubat el Samalah a Tulip.

## Stavba
Plavidlo v letech 1986–1987 postavila německá loděnice Bremer Vulkan.

## Konstrukce
Plavidlo je vybaveno dvěma navigačními radary Decca. Může převážet 240 vojáků, vozidla a 3 000 tun nákladu. Na zádi se nachází přistávací plocha a hangár pro dva vrtulníky Eurocopter AS332 Super Puma. Pohonný systém tvoří čtyři diesely General Motors A420-6 s celkovým výkonem 16 800 hp (12 527 kW), pohánějící dva lodní šrouby. Nejvyšší rychlost dosahuje 21 uzlů a cestovní 19 uzlů.